# 索莫諾克鎮區 (伊利諾伊州迪卡爾布縣)
索莫諾克鎮區（英語：Somonauk Township）是位於美國伊利諾伊州迪卡爾布縣的一個行政鎮區。

## 地方資料
根據2010年美國人口普查的數據，索莫諾克鎮區的面積為50.10平方千米，當中陸地面積為49.90平方千米，而水域面積為0.20平方千米。當地共有人口2101人，而人口密度為每平方千米41.94人。